# Bimba Farelo
Bimba Farelo (Benalup-Casas Viejas, Cádiz) es una actriz y artista española, conocida por su papel como Loren Arana en la serie web Vestidas de azul, continuación de la serie de Atresplayer Veneno.

## Vida y carrera
Bimba nació y creció en Las Lagunetas, una aldea de Benalup-Casas Viejas, Cádiz. A los 19 años se mudó a Barcelona buscando estudiar interpretación, y a través de su amistad con la actriz Isabel Torres comenzó a cuestionarse su identidad e inició su transición de género. Posteriormente se mudó a Madrid, donde actuó como actriz de cabaret.
En septiembre de 2023 interpretó el papel principal en la obra teatral Tamarola!, basada en su propia experiencia creciendo en Las Lagunetas. En diciembre de ese mismo año interpretó en Vestidas de azul el papel de Loren Arana Arellano, una histórica activista trans española, que coprotagonizó en 1983 el documental Vestida de azul, en el que está inspirado la serie.
La revista Vogue Spain la incluyó en la lista de nuevas caras del cine y la televisión que no perder de vista en 2023, junto a actrices nacionales e internacionales como Halle Bailey.

## Filmografía
- Vestidas de azul (2023)